# 安娜·范·埃格蒙
安娜·范·埃格蒙（荷蘭語：Anna van Egmond，1533年3月—1558年3月24日），奧蘭治親王妃，馬克西米利安·范·埃格蒙的女兒。

## 家庭
1551年，安娜與奧蘭治親王威廉一世結婚，兩人共有1子2女：
1. 瑪麗亞（1553年—1555年），夭折
2. 菲利普·威廉（1554年—1618年）
3. 瑪麗亞（英语：Countess Maria of Nassau (1556–1616)）（1556年—1616年）